# Ізяслав Володимирович (путивльський)
Ізяслав Володимирович (у хрещенні, можливо, Пилип) — князь теребовлянський (1211).
За традиційною версією, Ізяслав вважається князем, в союзі з Михайлом чернігівським, який захопив Київ у 1235 році. Прихильники цієї версії вважають Ізяслава новгород-сіверським князем до цього часу і конкурентом Данила в боротьбі за Галич аж до 1252 року, причому, наприклад, Микола Котляр співвідносить з Ізяславом Володимировичем звістку Галицько-волинського літопису про те, що «Данило повів на Конрада (мазовецького) литву та Ізяслава Новгородського». Але з цим не згідні більшість істориків, які вважають, що після 1198 року в Новгороді-Сіверському влаштувалася старша гілка Ольговичів.
Князь Пилип Володимирович (поз.26 Любецького синодика) вважається або Ізяславом Володимировичем, або сином Володимира Святославича вщизького.

## Життєпис
Народився в половецькому полоні після знаменитої битви, описаної в «Слові про похід Ігорів», у юних батьків: шістнадцятирічного сина князя Ігоря, Володимира Ігоровича, і дочки Хана Кончака, що його полонив, Свободи. По крові більше половець, ніж русин (його прапрабабка і мати половчанки, тобто він половець на 9/16). У 1206 році Ізяслав Володимирович разом з батьком і дядьками прибув до Галицького князівства на запрошення бояр після загибелі Романа Мстиславича, де отримав у спадок Теребовль. У 1211 році, під час походу угорсько-польсько-волинських військ на Галич, разом із половцями прийшов на допомогу Роману Ігоровичу, обложеному в Звенигороді, але був розбитий. На галицький престол зійшов Данило Романович. З по батькові Володимирович після цього не згадується. За однією з версій, Ізяслав Володимирович, будучи путивльським князем, загинув у битві на Калці 1223 року.

## Сім'я та діти
Дружину звали Агафія (якщо вірне ототожнення Ізяслава з Пилипом).
Ізяслав разом із братом Всеволодом та іншими нащадками Ігоря Святославича став засновником путивльської династії, влада якої на початку XIV століття поширилася на Київське князівство на схід до Курська.